# Лос Индиос (Тексас)
Лос Индиос (енгл. Los Indios) град је у америчкој савезној држави Тексас. По попису становништва из 2010. у њему је живело 1.083 становника.

## Демографија
Према попису становништва из 2010. у граду је живело 1.083 становника, што је 66 (5,7%) становника мање него 2000. године.
| Група             | 2000.         | 2010.         |
| Белци             | 46 (4,0%)     | 48 (4,4%)     |
| Афроамериканци    | 2 (0,2%)      | 0 (0,0%)      |
| Азијати           | 0 (0,0%)      | 0 (0,0%)      |
| Хиспаноамериканци | 1.101 (95,8%) | 1.034 (95,5%) |
| Укупно            | 1.149         | 1.083         |